# Suchyj Jar (obwód doniecki)
Suchyj Jar (ukr. Сухий Яр) – wieś na Ukrainie, w obwodzie donieckim, w rejonie pokrowskim, w hromadzie Pokrowsk. W 2001 liczyła 237 mieszkańców.